# اسکار بنتسون
اسکار بنتسون (سوئدی: Oskar Bengtsson; ۱۴ ژانویه ۱۸۸۵ – ۱۳ اکتبر ۱۹۷۲) بازیکن فوتبال اهل سوئد بود.